# Трюк

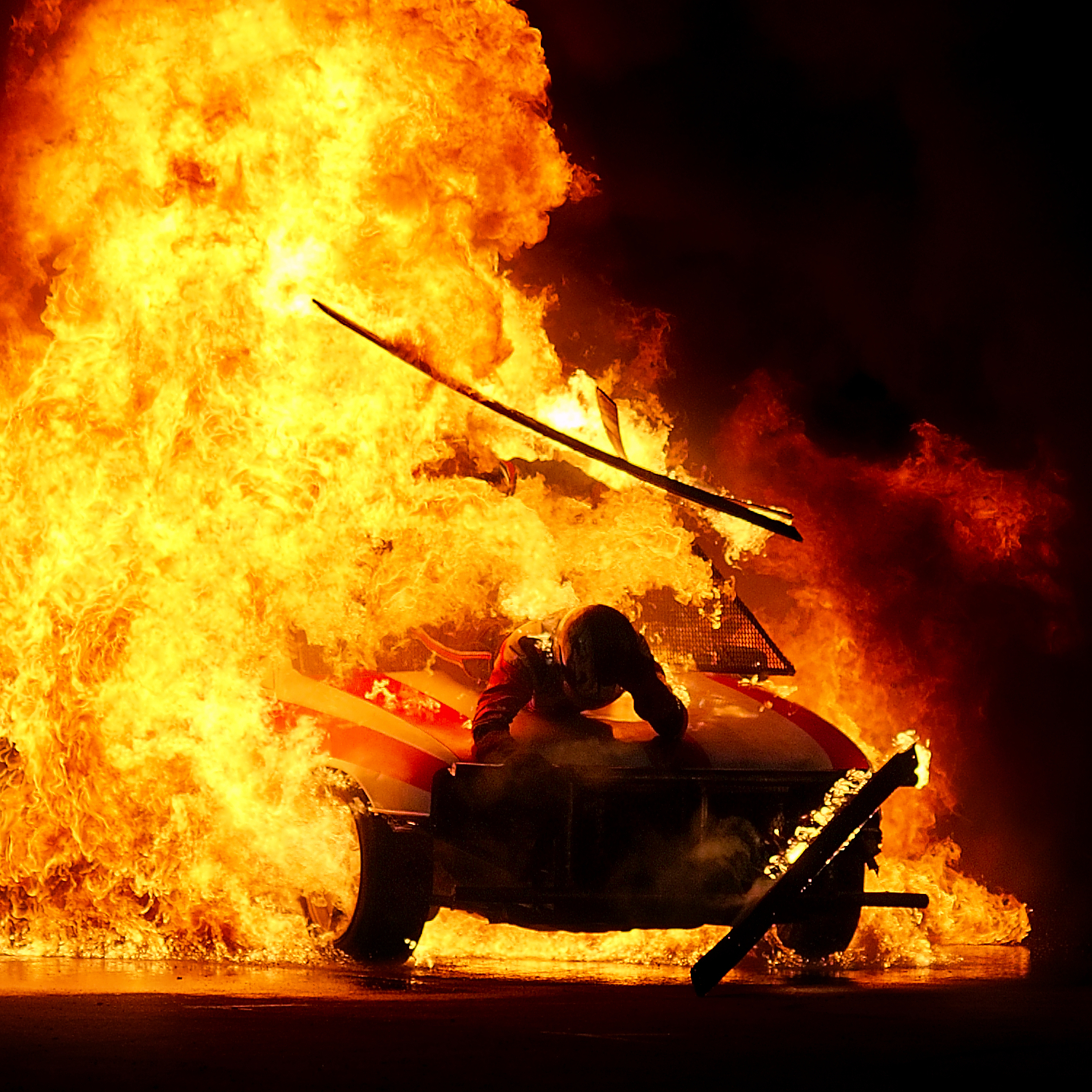
Виставка піротехнічних трюків "Giant Auto Rodéo", Бельгія

Трюк – вражаючий майстерний маневр, або технічний прийом, як правило, небезпечний або нездійсненний для непідготовленої людини. При певному рівні знань або підготовки трюк може бути виконаний успішно. Успішне виконання того чи іншого трюку, є показником професіоналізму виконавця.
Трюки використовуються в різних видах мистецтва, зокрема, в цирковому мистецтві (фокуси, акробатичні трюки) та у кінематографі.
Більшість трюків мають власну назву поширену в середовищі фахівців, в якій і застосовуються. 

## Трюки в кінематографі
Виконавців трюків в кінематографі прийнято називати «каскадерами». У різних країнах існують об'єднання і асоціації каскадерів, кожна з яких має певне коло спеціалізацій. Основний принцип будь-якого виконавця трюків в тому, що жоден трюк не повинен коштувати життя.

### Трюки внімому кіно
Трюк - комедійний прийом, але на відміну від гега для його здійснення потрібно складне оснащення. Трюк з автомобілем, який пролітає крізь цегляну стіну і залишається неушкодженим, сам по собі смішний, але його не можна виконати без технічної підготовки. Для виконання трюків використовували як механічні пристосування, так і спеціальні прийоми кінозйомки - прискорену, сповільнену, зворотню і, звичайно, прийом «стоп-камера». Люди, які їх здійснювали, називалися трикменами.

### Рекорди в кінематографі
Найбільше число трюків за всю історію кінематографа виконав актор і режисер Джекі Чан (він брав участь більш ніж у 70 фільмах).
Найдорожчий трюк був виконаний під час зйомок фільму «Титанік» (1997), за участю понад сто каскадерів (сцена падіння людей, під час занурення корабля під воду). Витрати склали близько 3 млн. доларів.
Найбільший гонорар одній людині було виплачено за трюк, в якому Саймон Крейн перебрався по тросу з одного літака, що летів в інший, що летів слідом на висоті 4752 метри. Трюк був один раз здійснений для фільму «Скелелаз» з Сильвестром Сталлоне в 1993 році. Гонорар склав 1 мільйон доларів і був виплачений з гонорару Сильвестра Сталлоне.